# 羅文英
罗文英（1576年—？），字质先，號剑翀，河南開封府杞县人，明朝政治人物。

## 生平
万历三十四年（1606年）丙午科河南乡试第三十六名举人，三十五年（1607年）丁未科進士，工部觀政，三十六年正月授中書舍人，四十年丁憂，四十三年補原职，四十六年考選，四十八年升授山西道御史，天启元年（1621年）巡按福建。

## 家族
曾祖羅宣。祖父羅忠義。父羅松。母任氏。慈侍下。弟文明、文勋、文暐。